# Сарафановская
Сарафановская — деревня в Нюксенском районе Вологодской области.
Входит в состав Городищенского сельского поселения, с точки зрения административно-территориального деления — в Городищенский сельсовет.
Расстояние по автодороге до районного центра Нюксеницы — 46 км, до центра муниципального образования Городищны — 6 км. Ближайшие населённые пункты — Федьковская, Верхнее Каменное, Козлевская.
По переписи 2002 года население — 40 человек (19 мужчин, 21 женщина). Всё население — русские.